# Flaschenhof
Flaschenhof (nürnbergisch: Flaschnhuf)  ist eine Wüstung im Statistischen Bezirk 10 der kreisfreien Stadt Nürnberg.

## Geographie
Der Weiler lag auf freier Flur auf einer Höhe von 302 m ü. NHN am linken Ufer der Pegnitz. 0,3 km westlich lag die Hadermühle, 0,2 km östlich Vogelsgarten, 0,3 km südöstlich Dürrenhof. An der Stelle von Flaschenhof befindet sich heute die Flaschenhofstraße.

## Geschichte

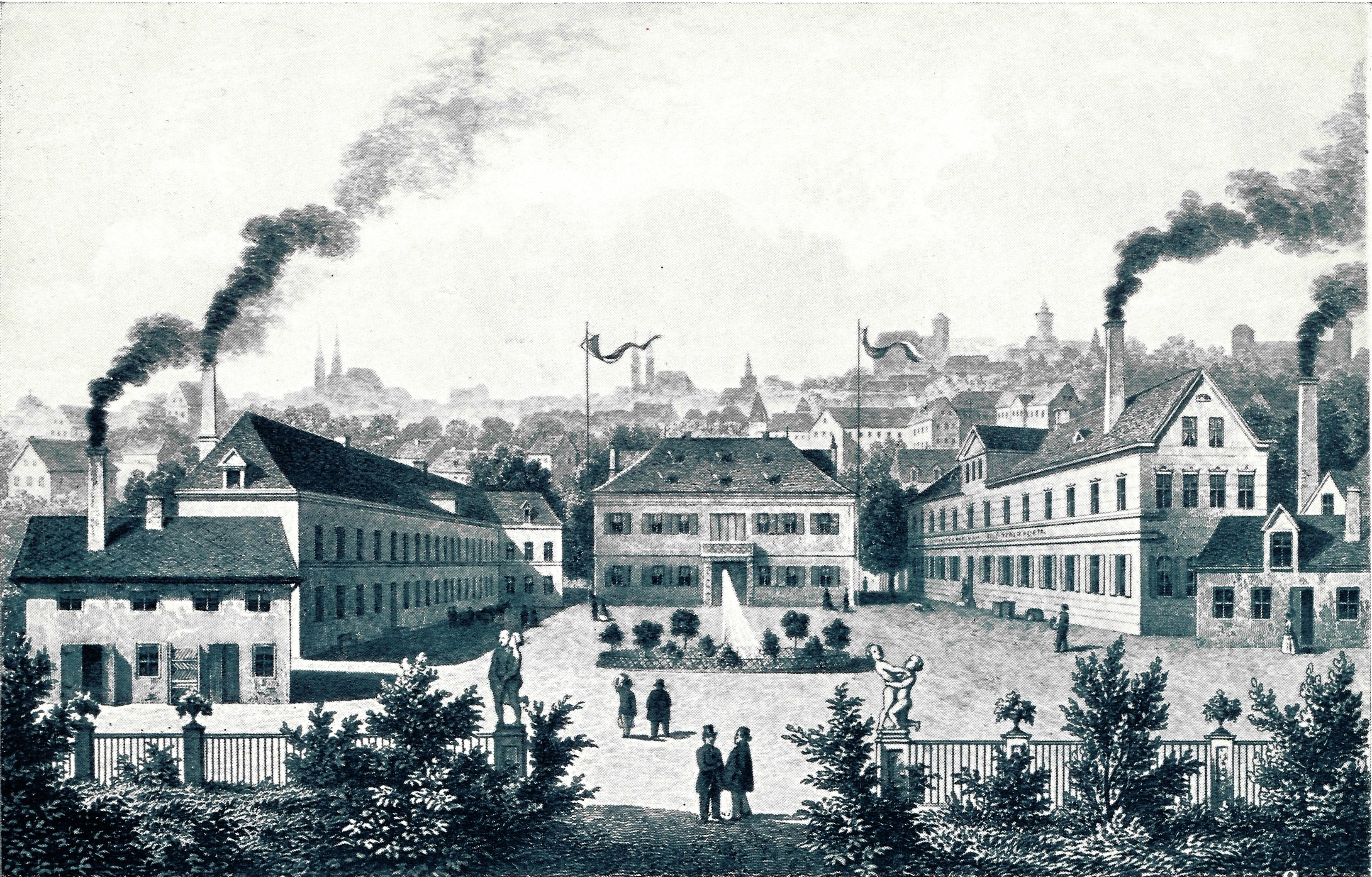
Bleistiftfabrik J.S. Staedtler, Nürnberg-Flaschenhof 1860

Im Jahr 1488 wurde ein Hof bei der „Hader Mühl“ erwähnt. 1563 ist dort erstmals ein Wirtshaus „Zur Flaschen“ bezeugt. Außerdem gab es ein Herrenhaus, das seit 1543 der Patrizierfamilie Schlüsselfelder gehörte. Nach mehreren Besitzerwechseln kam der Hof 1750 an die Familienstiftung der Imhoff, die diesen bis 1834 behielt.
Gegen Ende des 18. Jahrhunderts bestand Flaschenhof aus 6 Anwesen (1 Herrenhaus, 1 Wirtshaus, 3 Häuser, 1 Wäscherei). Das Hochgericht übte die Reichsstadt Nürnberg aus, was aber von den brandenburg-ansbachischen Oberämtern Schwabach und Burgthann bestritten wurde. Alleiniger Grundherr war der Nürnberger Eigenherr von Imhoff.
Von 1797 bis 1808 unterstand der Ort dem Justiz- und Kammeramt Wöhrd-Gostenhof. Im Rahmen des Gemeindeedikts wurde Flaschenhof dem 1808 gebildeten Steuerdistrikt Gleißhammer und der im selben Jahr gegründeten Ruralgemeinde Gleißhammer zugeordnet. 1825 wurde Flaschenhof nach Nürnberg eingemeindet.

### Einwohnerentwicklung
| Jahr      | 001818 | 001824 | 00 1836 | 001840 |
| Einwohner | 52     | 24     | 52      | 52     |
| Häuser    | 4      | 3      | 5       | 5      |
| Quelle    | [ 9 ]  | [ 7 ]  | [ 10 ]  | [ 11 ] |

## Religion
Flaschenhof war seit der Reformation evangelisch-lutherischer geprägt und war ursprünglich nach St. Lorenz (Nürnberg) gepfarrt, später nach St. Peter (Nürnberg).